# Von Wolkenstein

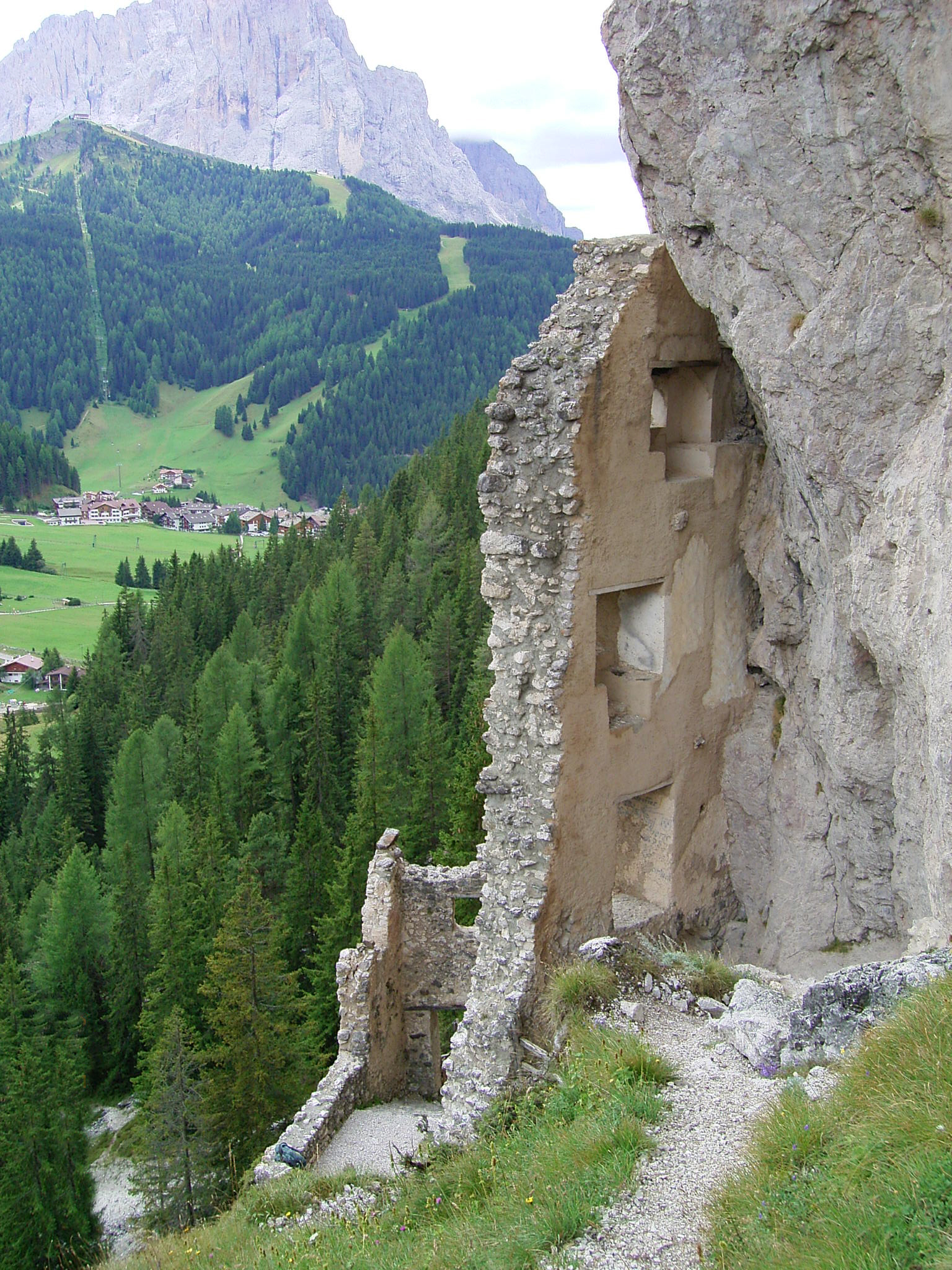
Ruïne van Burcht Wolkenstein in Sëlva (Wolkenstein)

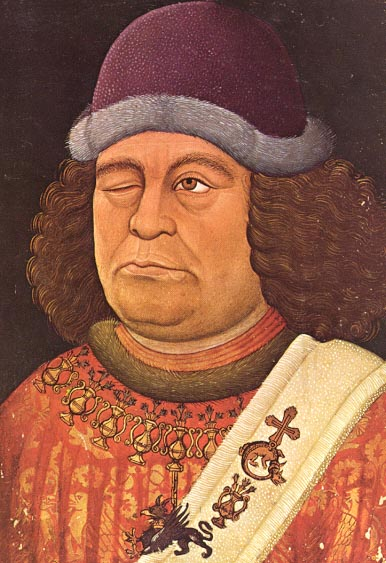
Oswald von Wolkenstein (1376/1377-1445)

Von Wolkenstein is een oud-adellijk geslacht waarvan leden zowel tot de Duitse als de Oostenrijkse adel behoren.

## Geschiedenis
De stamreeks begint met Ascuin de Vilanders die in 1140/1147 vermeld wordt. In 1293 verwierf een nazaat, Randolt de Vilanders de burcht Wolkenstein, waarna zijn zoon zich vanaf 1370 Chunrat von Wolchenstain ging noemen. Nadat Friedrich von Wolkenstein trouwde met Catharina, erfdochter van Ekkehart von Villanders van Trostburg, werd Friedrich in 1386 beleend met Trostburg. In 1419 verkreeg de dichter en componist Oswald von Wolkenstein wapenvermeerdering.
In 1630 werd een nazaat van de oudste tak opgenomen in de rijksgravenstand met de additionele titel Freiherr zu Trostburg und Neuhaus. In 1630 werd een nazaat van de tak Rodenegg, afstammeling van de minnezanger Oswald (†1445), ook verheven in de rijksgravenstand; van deze tak werd een nazaat in 1813 opgenomen in de Beierse adel.

## Telg (selectie)
- Oswald von Wolkenstein (1376/1377-1445), dichter en componist
- Sigmund Ignaz von Wolkenstein-Trostburg (1644–1696), prins-bisschop van Chiemsee
- Leopold von Wolkenstein-Trostburg (1800–1862)
- Anton Graf von Wolkenstein-Trostburg (1832–1913), Oostenrijks diplomaat